# Oxetan
Oxetan ist eine organische Verbindung. Oxetan ist der einfachste Vertreter der heterocyclischen Vierringe mit einem Sauerstoffatom im Ring und zählt deshalb zu den cyclischen Ethern.
Oxetan ist eine reaktive, farblose, leichtflüchtige Flüssigkeit.

## Synthese
Durch Reaktion von 3-Chlorpropylacetat mit Kaliumhydroxid bei ca. 140 – 150 °C.
Die Ausbeute liegt allerdings nur bei etwas über 40 %, weil sich etliche Nebenprodukte bilden.
Eine andere Möglichkeit besteht darin, 3-Chlorpropan-1-ol mit einer starken Base zu cyklisieren.
Dabei ist die Ausbeute aber noch niedriger als bei der ersten Reaktion.
Eine weitere Möglichkeit ist es, Oxetane durch eine Paternò-Büchi-Reaktion herzustellen.

## Reaktivität
Lewis-Säuren wie Bortrifluorid (BF3) können an ein nichtbindendes Elektronenpaar am O-Atom des Oxetans addiert werden. In Dichlormethan als Lösungsmittel findet dann eine Cyclooligomerisierung statt. Als Hauptprodukt entsteht das Cyclotrimer 1,5,9-Trioxacyclododecan 1:
Unter anderen Reaktionsbedingungen, besonders in der Gegenwart von Wasser, entstehen lineare Polyether.